# 다가와군

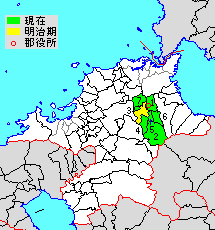
후쿠오카현 다가와군의 위치 (1.가와라정 2.소에다정 3.이토다정 4.가와사키정 5.오토정 6.아카촌 7.후쿠치정)

다가와군(일본어: 田川郡)은 일본 후쿠오카현(부젠국)의 군이다.
인구 65,624명, 면적 309.18km², 인구밀도 212명/km².(2025년 3월 1일, 추계인구)
이하 6정 1촌으로 구성된다.
- 이토다정(糸田町)
- 오토정(大任町)
- 가와사키정(川崎町)
- 가와라정(香春町)
- 소에다정(添田町)
- 후쿠치정(福智町)
- 아카촌(赤村)

## 군역
1878년 행정 구역으로 발족 당시의 군역은 위의 6정 1촌 외에 아래 구역에 해당한다.
- 다가와시 전역
- 가마시의 일부

## 역사
다가와시역 및 군역은 1960년대까지는 지쿠호 탄전의 석탄 생산지로서 발전했다. 석탄의 채굴로 기타큐슈 공업지대의 발전을 담당했기 때문에 기타큐슈시와 강한 관계가 있으며 현재에도 다가와시, 후쿠치정, 아카촌, 가와라정은 기타큐슈 도시권에 속하고 있다. 그러나 에너지 혁명으로 석탄의 수요가 감소하면서 이전까지 번창하던 탄광은 쇠퇴를 피할 수 없게 되었다. 현재는 지쿠호 지방의 탄광은 모두 폐광했고 이에 따라 과소화에 의해 인구가 반감한 자치체도 있었다. 현재는 탄광터의 공장 단지에 기업 유치를 진행시키고 있지만 급속한 과소화와 인구 감소에 제동이 걸리지 않았다. 또 재정난에 직면하고 있는 자치체도 있어 1992년에는 옛 아카이케정이 재정재건 단체에 들어가 행정이 파탄하는 사태를 불렀다.
- 1878년 11월 1일 - 군구정촌 편제법이 후쿠오카현에서 시행되면서 행정 구역으로서의 다가와군이 발족됨.

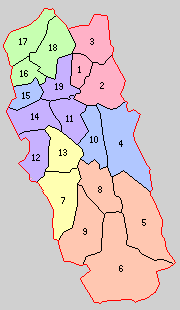
1.가와라촌 2.마가리카네촌 3.사이도쇼촌 4.赤村 5.쓰노촌 6.히코산촌 7.아마기촌 8.소에다촌 9.주간지촌 10.오토촌 11.이타촌 12.이이카네촌 13.가와사키촌 14.유게타촌 15.이토다촌 16.간다촌 17.아가노촌 18.호조촌 19.가나가와촌 (보라: 다가와시 빨강: 가와라정 주황: 이토다정 노랑: 가와사키정 녹색: 후쿠치정 파랑: 합병 없음)

- 1889년 4월 1일 - 정촌제 시행으로, 아래의 촌이 발족.(19촌)
  - 가와라촌(香春村): 현 가와라정
  - 마가리카네촌(勾金村): 현 가와라정
  - 사이도쇼촌(採銅所村): 현 가와라정
  - 아카촌(赤村)(현존)
  - 쓰노촌(津野村): 현 소에다정
  - 히코산촌(彦山村): 현 소에다정
  - 아마기촌(安真木村):현 가와사키정
  - 소에다촌(添田村): 현 소에다정
  - 주간지촌(中元寺村): 현 소에다정
  - 오토촌(大任村): 현 오토정
  - 이타촌(伊田村): 현 다가와시
  - 이이카네촌(猪位金村): 현 다가와시
  - 가와사키촌(川崎村): 현 가와사키정
  - 유게타촌(弓削田村): 현 다가와시
  - 이토다촌(糸田村): 현 이토다정
  - 간다촌(神田村): 현 후쿠치정
  - 아가노촌(上野村): 현 후쿠치정
  - 호조촌(方城村): 현 후쿠치정
  - 가나가와촌(金川村): 현 다가와시
  - 일부가 구라테군 후쿠치촌의 일부이 됨.
- 1898년 7월 22일 - 가와라촌이 정제 시행으로 가와라정(香春町)이 됨.(1정 18촌)
- 1907년
  - 1월 1일 - 소에다촌·주간지촌이 합병하여, 새로이 소에다촌이 발족.(1정 17촌)
  - 4월 1일 - 유게타촌이 정제 시행과 개칭으로 고토지정(後藤寺町)이 됨.(2정 16촌)
- 1912년 4월 1일 - 소에다촌이 정제 시행으로 소에다정(添田町)이 됨.(3정 15촌)
- 1914년 1월 1일 - 이타촌이 정제 시행으로 이타정(伊田町)이 됨.(4정 14촌)
- 1916년 7월 28일 - 간다촌이 정제 시행과 개칭으로 가나다정(金田町)이 됨.(5정 13촌)
- 1933년 5월 1일 - 가나가와촌이 이타정에 편입.(5정 12촌)
- 1937년 4월 1일 - 아마기촌이 가와사키촌에 편입.(5정 11촌)
- 1938년 8월 15일 - 가와사키촌이 정제 시행으로 가와사키정(川崎町)이 됨.(6정 10촌)
- 1939년
  - 1월 1일 - 이토다촌이 정제 시행으로 이토다정(糸田町)이 됨.(7정 9촌)
  - 11월 3일 - 아가노촌이 정제 시행과 개칭으로 아카이케정(赤池町)이 됨.(8정 8촌)
- 1942년 2월 11일 - 히코산촌이 소에다정에 편입.(8정 7촌)
- 1943년 11월 3일 - 이타정·고토지정이 합병하여, 다가와시(田川市)가 발족, 군에서 이탈.(6정 7촌)
- 1955년
  - 1월 1일 - 소에다정·쓰노촌이 합병하여, 새로이 소에다정이 발족.(6정 6촌)
  - 4월 5일 - 이이카네촌이 분할되어, 일부가 야마다시, 잔여부가 다가와시에 각각 병합됨.(6정 5촌)
- 1956년
  - 8월 1일 - 호조촌이 정제 시행으로 호조정(方城町)이 됨.(7정 4촌)
  - 9월 30일 - 가와라정·마가리카네촌·사이도쇼촌이 합병하여, 새로이 가와라정이 발족.(7정 2촌)
- 1960년 1월 1일 - 오토촌이 정제 시행으로 오토정(大任町)이 됨.(8정 1촌)
- 2006년 3월 6일 - 가나다정·아카이케정·호조정이 합병하여, 후쿠치정(福智町)이 발족.(6정 1촌)